# Црква Светог цара Лазара у Секулићу-Заовине
Црква Светог цара Лазара у засеоку Секулићу, насељеног места Заовине, на планини Тари, територијално припада Епархији жичкој Српске православне цркве.
Црква посвећена Светом цару Лазару подигнута је 2012. године, од дрвета као главног и јединог грађевинског материјала на бетонском темељу. 
На спомен плочи поред главног улаза забележено је:
У име Оца и Сина и Светога
духа у славу велико
мученика кнеза Лазара, подиже
овај храм др Борислав Пелевић
са породицом, уз помоћ 
својих пријатеља и комшија,
а нарочито великих
приложника
Миодраг Јелисавчић и
Божо Јелисавчић, у селу
Заовине, засеок Секулић,
лета господњег 2012.